# Monomitopus
Monomitopus is een geslacht van straalvinnige vissen uit de familie van naaldvissen (Ophidiidae). Het geslacht is voor het eerst wetenschappelijk beschreven in 1890 door Alcock.

## Soorten
- Monomitopus agassizii (Goode & Bean, 1896).
- Monomitopus americanus (Nielsen, 1971).
- Monomitopus conjugator (Alcock, 1896).
- Monomitopus garmani (Smith & Radcliffe, 1913).
- Monomitopus kumae Jordan & Hubbs, 1925.
- Monomitopus longiceps Smith & Radcliffe, 1913.
- Monomitopus magnus Carter & Cohen, 1985.
- Monomitopus malispinosus (Garman, 1899).
- Monomitopus metriostoma (Vaillant, 1888).
- Monomitopus microlepis (Matsubara, 1943).
- Monomitopus nigripinnis (Alcock, 1889).
- Monomitopus pallidus (Hureau & Nielsen, 1981).
- Monomitopus torvus Garman, 1899.
- Monomitopus vitiazi (Nielsen, 1971).